# São Dinis (Vila Real)
São Dinis is een plaats (freguesia) in de Portugese gemeente Vila Real en telt 3870 inwoners (2001).

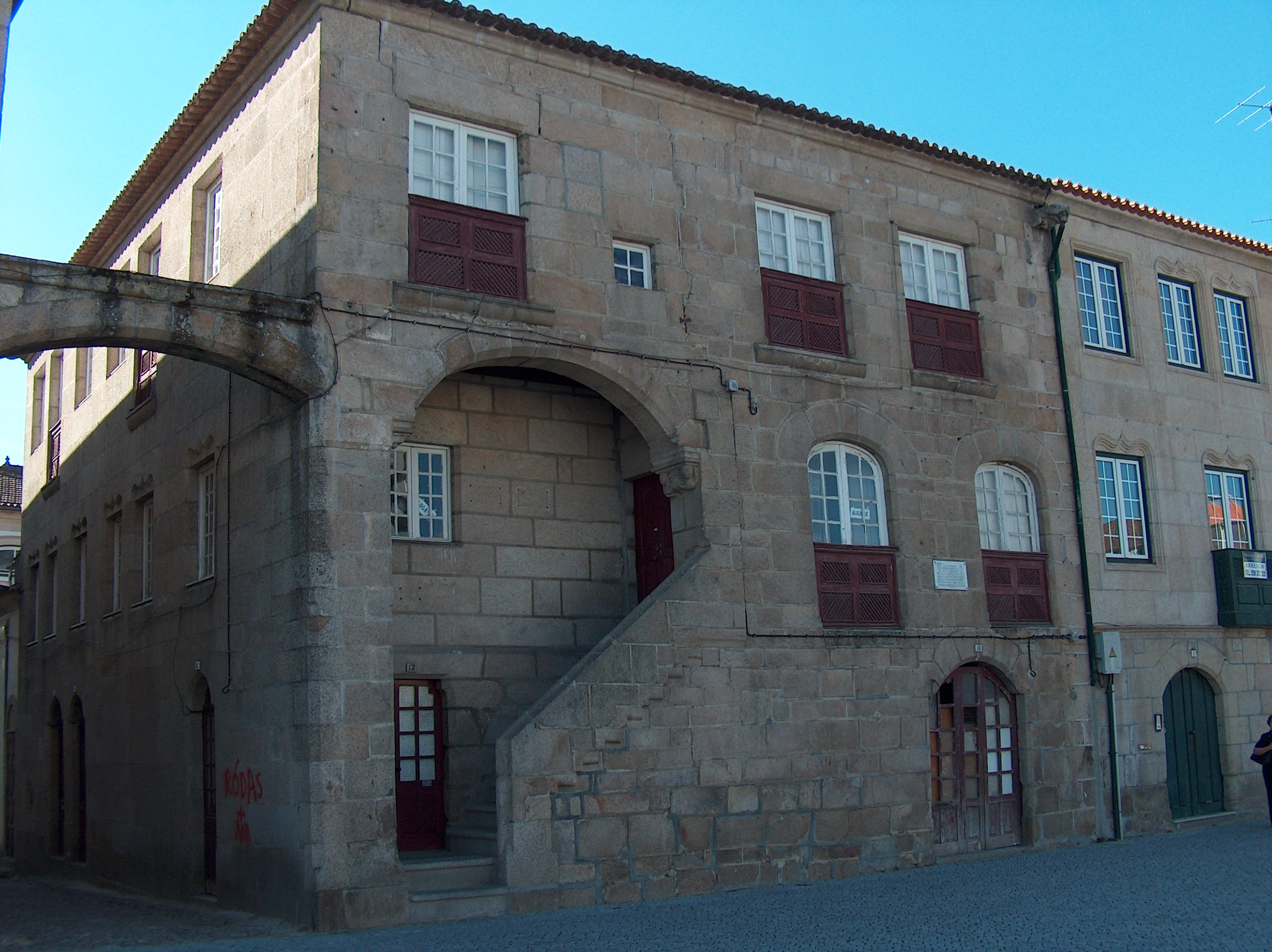
Casa Diogo Cao